# جيرارد فينر ميدلتون
جيرارد فينر ميدلتون هو أستاذ جامعي وجيولوجي وباحث كندي، ولد في 1 مايو 1931 في كيب تاون في جنوب أفريقيا.